# Jodis amamiensis
Jodis amamiensis là một loài bướm đêm trong họ Geometridae.